# Hejőszalonta megállóhely
Hejőszalonta megállóhely egy Borsod-Abaúj-Zemplén vármegyei megállóhely, amit a MÁV üzemeltet. A személyszállítás szünetel.

## Áthaladó vasútvonalak
A megállóhelyet a következő vasútvonalak érintik:
- Mezőcsát–Hejőkeresztúr-vasútvonal

## Kapcsolódó állomások
A megállóhelyhez az alábbi állomások vannak a legközelebb:
- Hejőbába-Hejőpapi megállóhely (Mezőcsát vasútállomás, Mezőcsát–Hejőkeresztúr-vasútvonal)
- Hejőkeresztúr vasútállomás (Hejőkeresztúr vasútállomás, Mezőcsát–Hejőkeresztúr-vasútvonal)

## Forgalom
A megállóhelyen és a rajta áthaladó vasútvonal egy szakaszán a személyszállítás 2007. március 4-e óta szünetel.
Bővebben: 2007-es magyarországi vasútbezárások

## Megközelítése
A megállóhely Hejőszalonta keleti szélén helyezkedik el, közúti elérése csak önkormányzati utakon keresztül lehetséges.